# 桜田和之
桜田 和之（さくらだ かずゆき、1954年2月21日 - ）は、日本の実業家、テレビプロデューサー。静岡第一テレビ代表取締役会長・元社長。岩手県大船渡市出身。
日本テレビ放送網の元チーフプロデューサーで、編成局次長、編成部長、子会社である日本テレビビデオ・日テレアックスオン代表取締役社長、日本テレビ執行役員バラエティ局長、制作局長、取締役執行役員人事局長、日本テレビホールディングス取締役を歴任した。
実兄にモスバーガー創業者の櫻田慧がいる。

## 人物
岩手県立大船渡高等学校、早稲田大学第一文学部文芸学科卒業後、1978年に日本テレビ入社。同期に中京テレビ放送代表取締役会長の小松伸生がいる。入社後は多くのバラエティ番組を手掛けた。
2003年6月に編成局次長を兼務し、2004年6月に編成本部編成センター長兼マーケティング部長に昇格。2004年12月からは、前任の編成部長であった田中晃が、スカイパーフェクト・コミュニケーションズ（現在のスカパーJSAT）に出向したため、編成部長も兼任した。2005年6月には編成本部制作センター長に就任。2006年1月にスポーツ・情報局総務、2006年6月に日テレアックスオンの前身である日本テレビビデオの代表取締役社長に就任。
日テレアックスオン代表取締役社長を経て、2009年7月1日付でバラエティー局長に就任。2010年6月29日付で新たに執行役員に就任した。2011年7月1日付で制作局長に就任。2012年6月1日付で人事・労政担当兼人事局長、2012年6月28日付で取締役執行役員に就任。
桜田がチーフプロデューサーとして担当していたバラエティ番組は、梅原幹、安岡喜郎チーフプロデューサーらが引き継いだ。
2014年6月27日付で日本テレビおよび日本テレビHDの取締役を退任し、同年6月24日付で系列局の静岡第一テレビ取締役副社長に就任。2016年6月28日付で社長に就任、2020年6月23日付で会長に就任。

## 過去の担当番組

### 制作
- 24時間テレビ 「愛は地球を救う」（1998年、2000年チーフプロデューサー、2004年、2005年、2009年、2010年、2011年）※2009年・2010年・2011年は制作指揮

### 番組協力
- 大笑点（2006年）

### プロデューサー
- どちら様も!!笑ってヨロシク
- あしたP-KAN気分
- 吉本印天然素材
- ビートたけしのお笑いウルトラクイズ
- 矢追純一UFOスペシャル
- スーパークイズスペシャル
- 平成あっぱれテレビ

### チーフプロデューサー
- 世界まる見え!テレビ特捜部
- ぐるぐるナインティナイン（初期はプロデューサー）
- たけし・さんま世紀末特別番組!! 世界超偉人伝説
- ナイナイサイズ!
- 1億人の大質問!?笑ってコラえて!
- 国民クイズ常識の時間
  - クイズ!常識の時間!!
  - ジョーシキの時間2
- 摩訶!ジョーシキの穴
- 嗚呼!バラ色の珍生!!
- 明石家出版
- 踊る!さんま御殿!!
- ロンブー荘青春記
- ロンブー龍
- 小泉今日子&中山美穂 二人は楽園ハンター!!
- 伊東家の食卓
- ウルトラショップ
- 中川家が行く!ツワモノどものメシ
- 松本人志・中居正広VS日本テレビ
- 松紳
- ¥マネーの虎
- おすぎとピーコの金持ちA様×貧乏B様
- 所さんの日本ジツワ銀行
- ティンティンTOWN!
- 謎を解け!まさかのミステリー
- サバコン
- 天才!志村どうぶつ園
- ダウンタウンのガキの使いやあらへんで!!
- 発明将軍ダウンタウン
- 行列のできる法律相談所
- おしゃれカンケイ
- ジェネジャン
- さんま・所の乱れ咲き!!花の芸能界オシャベリの殿堂（初期はプロデューサー）
- 有名人が通うマチャミ食堂
- 快傑!コウジ園
- 吉本ばかな